# ميني أدكينز
ميني أدكينز (بالإنجليزية: Minnie Adkins)‏ هي نحّاتة أمريكية، ولدت في 13 مارس 1934.